# Kremitz (Jessen)
Kremitz ist ein Stadtteil der Stadt Jessen (Elster) an der Schwarzen Elster und liegt 12 km südöstlich von Jessen im östlichen Teil von Sachsen-Anhalt im Landkreis Wittenberg.

## Geschichte

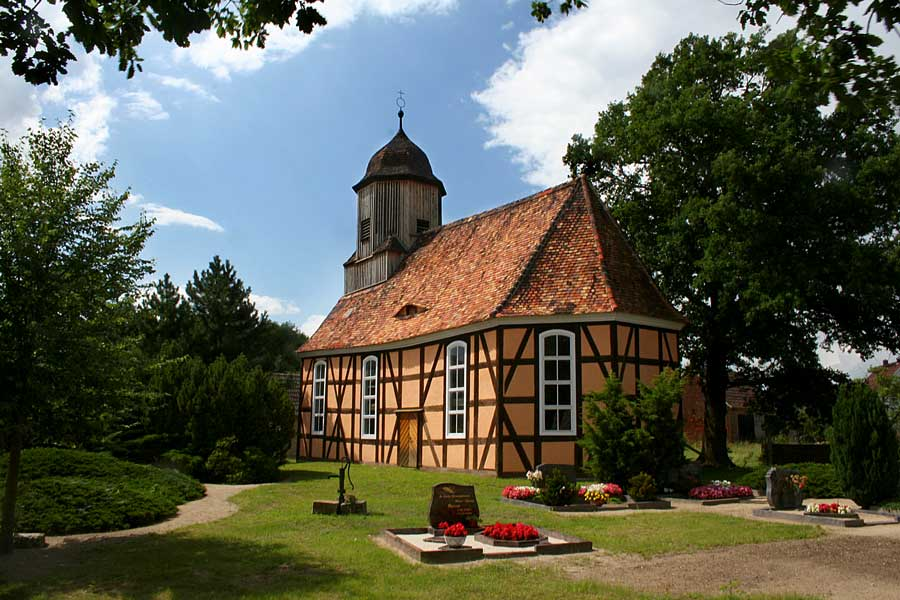
Fachwerkkirche Kremitz

Kremitz wurde um 1400 als Schäferei gegründet und liegt in der Nähe des gleichnamigen Wasserlaufs. Urkundlich wurde der Ort erstmals 1419 erwähnt. Die Schäferei mit etwa 500 Schafen wurde 1550 aufgelöst. Die der Heiligen Maria geweihte Fachwerkkirche wurde 1774 errichtet. Von 1931 bis 1967 hatte die Gemeinde eine eigene Schule. Der Ort war Anfang 1991 die kleinste eigenständige Gemeinde Sachsen-Anhalts.
Mit Wirkung vom 1. Januar 1992 schloss sich Kremitz der Gemeinde Holzdorf an. Holzdorf wurde am 1. März 2004 in die Stadt Jessen (Elster) eingemeindet.
Kremitz hat eine eigene Freiwillige Feuerwehr (gegründet 1892) sowie einen Heimatverein (gegründet 2005). Es fand alle zwei Jahre ein großes Lanz-Bulldog- und Traktorentreffen statt. "NEU" Kremitzer Schauspiel- und Theaterschule (nicht eingetragener Verein).

## Belege
1. ↑  Kremitz – Stadt Jessen (Elster). Abgerufen am 16. März 2023.
2. ↑  Heimatkalender für den Kreis Schweinitz, Jahrgang 1928, Seiten 60–62.
3. ↑  Kremitz im Geschichtlichen Ortsverzeichnis des Vereins für Computergenealogie, abgerufen am 23. Juli 2025.
4. ↑  Gemeindegebietsveränderungen vom 1. Juli 1994 bis 30. Juni 2007. Statistische Landesamt Sachsen-Anhalt, abgerufen am 11. Dezember 2009.